# Уд, Камийен
Камийе́н Уд (Camillien Houde; 13 августа 1889, Монреаль — 11 сентября 1958, Монреаль) — политик из Квебека (Канада). Он был депутатом Законодательного собрания Квебека, мэром Монреаля и главой Консервативной партии Квебека и депутатом Палаты общин Канады. С 1923 по 1947 он был одним из основных противников правительств Ташро и Дюплесси. За своё сопротивление политике призыва на военную службу, объявленной канадским федеральным правительством Кинга в 1940, он был интернирован на четыре года без суда в лагерь для интернированных. Репрессии, которым он подвергся, принесли ему народное уважение и сделали из него живую легенду.

## Юность и начало жизненного пути

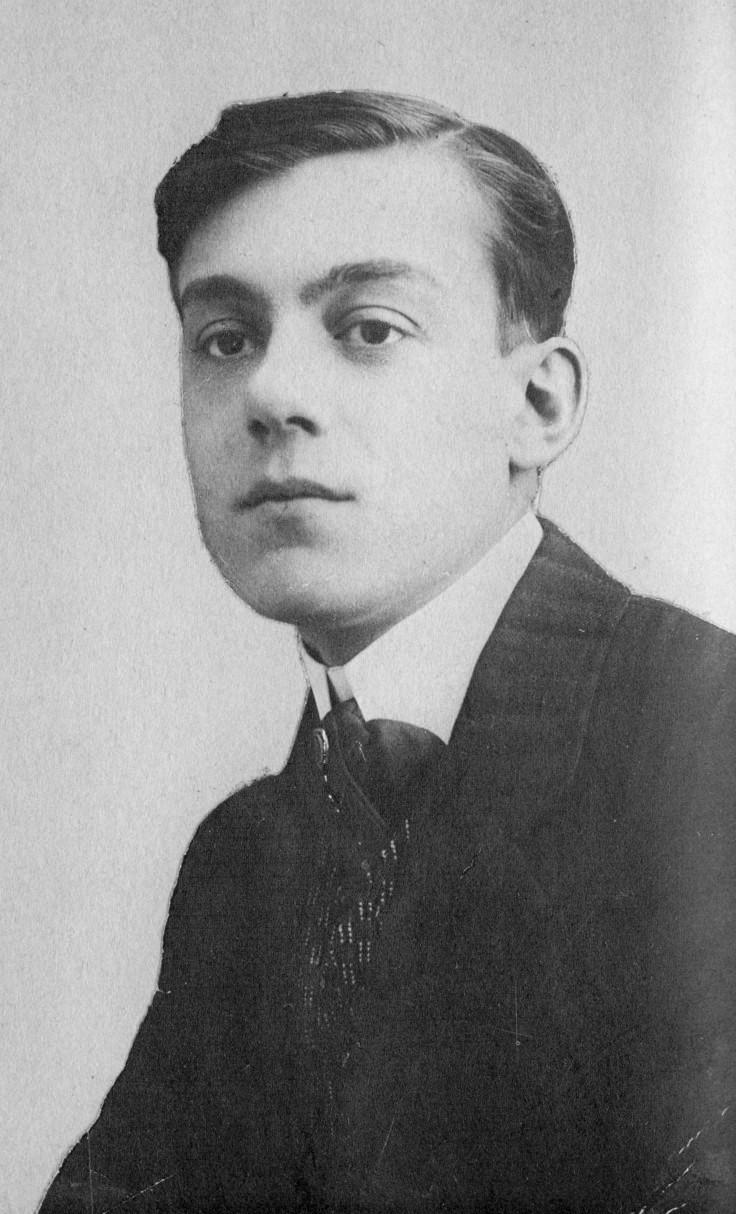
Камийен Уд к 20-летнему возрасту, банковский служащий.

Камийен Уд родился в 1889 на безымянной улице рабочего квартала Сент-Анри в Монреале. Он был единственным выжившим ребёнком Азада Уда, рабочего и мастера на мукомольном заводе, и Жозефины Френет, имевшей 10 детей — все другие умирали в возрасте до двух лет. В 1899 отец, поражённый туберкулёзом, умирает от плеврита, тогда как Камийену нет и десяти лет. Его мать становится тогда портнихой и рабочей на текстильном заводе.
Камийен посещает школы Сен-Жозеф, Сарсфильд, Ле-Плато и Сен-Луи. После уроков он работает мальчиком-доставщиком в мясном магазине. Позже он учится в коллеже Ла-Саль в Лонгёе для получения торгового образования. Одним из его преподавателей там был брат Мари-Викторен (Конрад Кируак). Мари-Викторен и основывает там Кружок Ла-Саль, предоставляющий возможности заниматься учёбой и развлекаться, например, ставить театральные пьесы. Камийен Уд становится постоянным посетителем кружка и увлекается театром.
После получения своего торгового диплома в 1906 в возрасте 16 лет он поступает на службу в Банк Ошлаги в качестве кассира. В 1913 он женится на Берте-Андрее (Милашке) Буржи, дочери Юржеля Буржи, богатого владельца похоронного бюро. В 1916 он производится в начальника одного из отделений банка. В 1918 в эпидемию испанского гриппа умирает его жена, с которой он имел двух дочерей, Мадлен (1915 г.р.) и Марту (1916 г.р.). В 1919 он женится вторым браком на Жоржетте Фалардо, с которой у него будет третья дочь, Клер (1921 г.р.). Немного позже он решил покинуть свою должность в банке, чтобы заняться разной торговлей, имевшей умеренный успех. Его новая супруга, принятая на работу к Жозефу Дюфрену, влиятельному производителю печенья и торговцу из Жольета, близкому к Консервативной партии Квебека, знакомит своего мужа с Дюфреном. Уд становится одно время представителем кондитерской Дюфрена в Монреале, но бросает это занятие и переходит в предприятие по ввозу угля, которое оказывается провалом. Тогда он становится страховым агентом, но снова ненадолго.

## Депутат
В течение этих нескольких лет, особенно под влиянием своей жены Жоржетты, Камийен Уд интересуется консервативной партией. Его прежний работодатель Жозеф Дюфрен, один из пяти депутатов консервативной партии в законодательном собрании Квебека, берёт Камийена Уда под своё крыло. Ввиду квебекских всеобщих выборов 5 февраля 1923 Уд регистрируется в избирательном округе Сент-Мари, рабочем округе Монреаля, в кандидаты от консервативной партии, управляемой Артюром Сове. Для финансирования своей кампании он получает денежную поддержку Юржеля Буржи, отца своей первой супруги. Кандидатом от либеральной партии выдвигается депутат Жозеф Готье, полномочия которого истекли и который, кажется, убеждён в лёгком переизбрании, поскольку может рассчитывать на поддержку мощной предвыборной машины мэра Монреаля Медерика Мартена. Вопреки всем ожиданиям, депутатом от Сент-Мари избирается Уд, победивший Готье. Его пылающий ораторский стиль и влияние на толпу делают из него несомненного политика. В 33 года Уд является самым молодым депутатом собрания. С этого времени его прозывают «le p’tit gars de Sainte-Marie» (паренёк из Сент-Мари), и это прозвище останется с ним навсегда. Парламентская сессия открывается 17 декабря 1923. В этот первый срок, с 1923 по 1927, Уд часто выступает в Палате, в частности, по рабочим вопросам.
На квебекских всеобщих выборах 16 мая 1927 консервативная партия, по-прежнему управляемая Сове, уменьшает свою депутацию с двадцати до десяти мест (из всего 85 в собрании). В своём округе Сент-Мари Уду наносит поражение либеральный кандидат Готье, по-прежнему пользующийся поддержкой мэра Мартена. Уд, убеждённый, что эта поддержка подделала голосование, представляет в суд ходатайство об аннулировании выборов в Сент-Мари. В декабре 1927, при проверке подтасовки результатов на выборах, суд признаёт аннулирование. Частичные выборы должны будут пройти через тридцать дней, но либеральный премьер-министр Луи-Александр Ташро решает отложить их проведение на неопределённое время. В итоге они пройдут лишь спустя почти год, осенью 1928.

## Мэр Монреаля
Тем временем, 2 апреля 1928 должны проходить муниципальные выборы города Монреаля. Мэр Медерик Мартен занимает свой пост на протяжении полутора десятка лет. Уд, считающий Мартена ответственным за подтасовку результатов на выборах 1927 в Сент-Мари, выдвигается в управление против него. Тогда Уд готовит предвыборную организацию, превосходящую кампанию Мартена. Во время кампании Уд особенно обличает способ, которым муниципалитет провёл покупку компании Montreal Water and Power (водопроводная сеть), покупку, которую Уд обещает аннулировать. Это обещание привлекает к нему не только приверженцев со стороны населения, считающего цену, уплаченную городом акционерам компании, слишком завышенной, но и поддержку богатых финансистов, настроенных недоброжелательно к муниципализации, в частности поддержку печатного магната Хью Грэма (лорда Атолстана), владельца газеты Стар, который обеспечивает Уда средствами для его предвыборной кампании. На выборах Уд получает примерно 60 % голосов и становится новым мэром Монреаля. Должность мэра даёт Уду авторитет, но в действительности мало реальной власти в городских делах. По Уставу города Монреаля мэр почти не имеет полномочий, они достаются скорее исполнительному комитету города, состоящему из пяти членов, назначаемых городским советом. Таким образом, в течение своего первого срока в управлении Уд не контролирует эти городские структуры, находящиеся ещё в большинстве своём в руках его противников, в том числе советника А. А. Дероша, председателя исполнительного комитета из команды бывшего мэра Мартена. Приглашённый радиостанцией СКАС, Камийен Уд является одним из первых квебекских политиков, выступавших по радио.
На провинциальном уровне частичные выборы в округе Сент-Мари окончательно назначены и проходят 24 октября 1928. Либеральным кандидатом там является Эрнест Ланглуа. Среди тем кампании Уда — необходимость создания независимого комитета по несчастным случаям на работе и системы пенсий для вдов и сирот. Камийен Уд побеждает на выборах, что возвращает ему депутатское кресло, которое он должен был уступить в предыдущем году. В этот раз объявить выборы в Сент-Мари аннулированными пытается уже либеральная партия, но без успеха.
Популярность Камийена Уда растёт, и он становится одним из главных противников правительства Ташро. Противостояние между либеральной и консервативной партиями по вопросу об иностранных инвестициях является общей темой политических разговоров того времени. В отличие от правительства Ташро, выступавшего за передачу контроля над природными ресурсами Квебека инвесторам из США, Уд скорее поддерживает тему «хозяев в собственном доме» (фр. maîtres chez nous). Он предлагает создать равновесие между государством и крупными американскими компаниями путём создания гидроэнергетической комиссии, чтобы Квебек вернул себе свои гидроэнергетические богатства и мог влиять таким образом на своё экономическое развитие.

## Глава провинциальной оппозиции
Весной 1929 Артюр Сове заявляет, что он уйдёт в отставку с должности главы консервативной партии Квебека. 9-10 июля 1929 в Квебеке проходит съезд партии для обновления политической программы и назначения нового главы. 10 июля 1929 главой Консервативной партии Квебека единодушно назначен Камийен Уд.
Первым избирательным испытанием Камийена Уда как главы партии становится череда из трёх частичных выборов осенью 1929, проходящих в трёх твердынях либеральной партии, которые последняя за собой и сохраняет. Уд тем не менее пользуется этим, чтобы совершить поездку по этим округам.

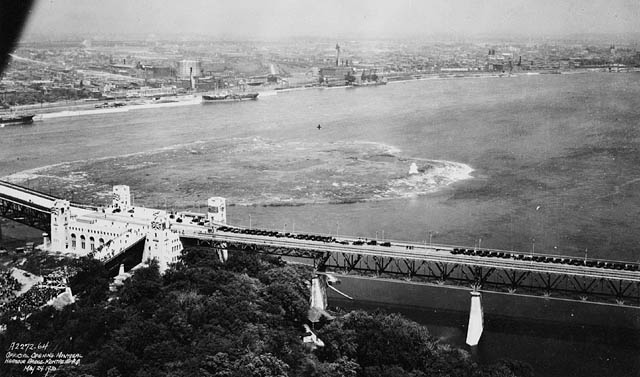
Камийен Уд участвовал в открытии монреальского моста Жака Картье 24 мая 1930.

7 апреля 1930 должны пройти монреальские городские выборы. Противником Уда в борьбе за пост мэра является Д. А. Мэтьюсон, англомонреальский адвокат, поддержанный либеральной партией. В этот раз Уд решил представить себя в окружении команды советников с целью получить большинство в городском совете и иметь, таким образом, возможность реально управлять делами города. Он не обрушивается на своего противника в мэрии, а скорее управляет своей кампанией против прежнего управления, ещё контролирующего исполнительный комитет города. Важная для Уда тема — защита городской окружающей среды в Монреале. Он, в частности, выступает против проекта строительства железнодорожной компанией Canadian National Railways надземных железнодорожных путей. Именно во время этой кампании Камийен Уд озвучивает идею о ботаническом саду в Монреале. После выборов Уд со значительным большинством голосов переизбирается на должность мэра и его команда получает большинство мест в городском совете. Команда Уда может теперь образовать новый исполнительный комитет города, председателем которого станет Аллан Брей.
На провинциальном уровне осенью 1930 в четырёх округах проходит вторая очередь частичных выборов. Уд отправляется в путешествие. После выборов два округа остаются за либеральной партией, и один — за консервативной (где Поль Сове сменяет своего отца Артюра Сове в качестве консервативного депутата). Четвёртый округ занимается консерваторами, отнявшими его у либеральной партии.
24 августа 1931 проходят квебекские всеобщие выборы. В предвыборной кампании Уд особенно ратует за переработанную систему ссуд крестьянам, а в социальной сфере — за меры по помощи семьям и за пенсии старикам. Большинство газет политически определяется. Партия Уда пользуется поддержкой газет Иллюстрасьон и Пти-Журналь в Монреале и Журналь в Квебеке. Им противостоит официальный орган либеральной партии Канада, а также Газетт, Прес, Солей и Гоглю, газета фашистской группки Адриена Аркана, крайне враждебной Уду. Монтриал-Стар, благосклонная к федеральной консервативной партии, в этой провинциальной кампании остаётся нейтральной, как и не определившаяся политически газета Девуар под руководством Анри Бурасса. На выборах консервативная партия под руководством Уда получает 44 % голосов (ту же долю, что и на всеобщих выборах 1923), и лишь 11 мест (из всего 90 в собрании). В своём округе Сент-Мари Уду наносит поражение либеральный кандидат зубной врач Гаспар Фотё. Девуар заявляет о многочисленных нарушениях, портящих выборы. Тысячи избирателей в Монреале были исключены из избирательных списков. Консервативная партия убеждена, что имела место всеобщая подтасовка результатов на выборах и оспаривает в судах избрание 63 из 79 либеральных депутатов. Правительство Ташро отвечает принятием имеющего обратное действие закона (прозванного «законом Дийона» от имени своего создателя, Жозеф-Анри Дийона), препятствующего продолжению оспаривания выборов. Оппозиция восстаёт против этого переворота, а консервативный депутат Морис Дюплесси пользуется этим для подрыва лидерства своего главы Уда, высказываясь против оспаривания. Дюплесси сам, избранный в своём округе с небольшим отрывом, был против оспаривания либералами своих выборов.
На монреальских городских выборах 4 апреля 1932 Уд соперничал в мэрии с Фернаном Ренфре, федеральным депутатом и бывшим министром правительства Кинга (до поражения последнего в 1930), поддерживаемым провинциальной либеральной партией. Газета Канада, как и фашистские газеты Адриена Аркана, ведёт против Уда стремительную атаку. Направление Canadian National Railways также оборачивается против него. Во время городской кампании Ренфре использует тему возражения против благоустройства реки Святого Лаврентия — тему, кажется, уже хорошо послужившую либералам во время последней провинциальной кампании. Уд же предлагал оценить итог своего управления: возражение против надземных железнодорожных путей, борьба с лачугами, помощь безработным и рабочие проекты для предоставления работы незанятым, украшение города без повышения налогов. На выборах Ренфре одерживает верх над Удом. Команда Ренфре получает также большинство в городском совете. Жозеф-Мари Савиньяк, председатель исполнительного комитета из команды Уда, проигрывает в своём квартале. Председателем исполнительного комитета становится Морис Габиа из команды Ренфре, а лидером городского совета — Леон Трепанье.
19 сентября 1932 Камийен Уд уходит в отставку с должности главы консервативной партии Квебека. Уд считает, что был подорван ухищрениями Дюплесси, и они станут политическими врагами на пятнадцать следующих лет. 4-5 октября 1933 в Шербруке проходит съезд партии, в ходе которого Дюплесси выдвигается кандидатом в правление. Уд отказывается поддержать Дюплесси, который, как он пишет, «вооружил врага своим поведением и своими заявлениями, вызвавшими закон Дийона — злейшее покушение на свободу гражданина». Дюплесси назначается съездом главой партии. Уд делает вывод: «Я провозглашаю себя свободным примкнуть к любому серьёзному движению, способному поставить целью избавление нас, в Квебеке, от двух политических партий, постоянно считающих, что сильный преобладает над правым». Дюплесси, который в 1936 при поддержке Государственного союза станет премьер-министром, в основном, продолжит политику и привычки Ташро. Камийен Уд будет находиться в оппозиции правительству Дюплесси, так как оно оказалось в распоряжении правительства Ташро. Приход Дюплесси в качестве главы консервативной партии вызывает сокращение в партии. Три из одиннадцати депутатов — Эме Гертен, Шарль Эрнест Го и Лоран Барре — имеют другое отношение к лидерству Дюплесси. 12 декабря 1933 они исключаются из кокуса. Одновременно отвергая и партию Ташро, и партию Дюплесси, через несколько месяцев они объединяются в Свободную партию. Они просят Уда присоединиться к ним и дать толчок третьей провинциальной политической силе, но Уд отклоняет приглашение, так как с тех пор он посвящает себя Монреалю.

## Возвращение к городским делам
На городском уровне в тридцатые годы Уд и его противники от выборов к выборам не могут поделить мэрию Монреаля. Уд снова завоёвывает мэрию на городских выборах 9 апреля 1934, во время которых он избирается преобладающим большинством, побеждая трёх других кандидатов: Анатоля Планта от либеральной партии, Саллюста Лаври, поддерживаемого фашистами Адриена Аркана, и малоизвестного кандидата по фамилии Дерозье. В начале 1935 Соединённое королевство делает Уда командором Ордена Британской империи, а Франция — кавалером Почётного легиона. В течение мирового экономического кризиса город приходит на помощь безработным и вынужден противостоять банкам, уклоняющимся выдавать ему ссуды. Положение Уда в городском совете снова становится сложным, так как он противостоит там сторонникам Дюплесси. 17 августа 1936 Государственный союз побеждает во всеобщих провинциальных выборах и Дюплесси становится премьер-министром Квебека. В ходе своей кампании Дюплесси обещал, в частности, что в случае избрания он отменил бы монреальский городской налог с продаж в 2 %. 27 августа 1936 Уд уходит в отставку с должности мэра. В заявлении, которое он делает по поводу своей отставки, изложены его колебания в отношении националистического франкоканадского духа и его расхождения в отношении Дюплесси: «С апреля 1934 в провинции сложилось чувство сильного национализма (…) Я не склоняюсь к этому движению, которое я нахожу опасным, особенно в Монреале, городе космополитическом. Все, кто намеревается бороться со мной, этим миром мазаны, и мнение народа указывает мне, что это направленность большинства (…) Добавьте к этой причине осуждение премьер-министром (Дюплесси) всей налоговой системы, которую я настоятельно рекомендовал, и отношения между новым премьер-министром и мной самим натягиваются (…) Я довольно спокойно признаю, что в настоящее время любой человек, даже с серьёзными основаниями противостоящий этой националистической франкоканадской точке зрения, рассчитывал бы на почти что верное поражение (…)». Тем не менее, он выставляется на выборы в мэрию 16 декабря 1936, надеясь упрочить своё положение. Другими кандидатами являются Адемар Рено, депутат от Государственного союза, поддерживаемый Дюплесси, и Кандид Рошфор, депутат от Государственного союза из Сент-Мари. Соперники Уда упрекают его в учреждении городского налога с продаж, который Рено обещает отменить. Побеждает Рено.
Уклоняясь от франкоканадского национализма, Камийен Уд является канадским националистом вроде Анри Бураса, желающим, чтобы Канада проводила независимую от британской империи внешнюю политику, и защищающим антивоенные убеждения. Для противостояния политике вооружения федерального правительства Кинга Камийен Уд впервые выходит в федеральную политику, выставляясь в качестве независимого кандидата на частичные выборы в монреальском округе Сент-Анри 17 января 1938. Консервативная партия Канады вначале обещает финансировать его предвыборную кампанию против их общего противника — правительства Кинга — но сама берёт обратно свои отпущенные средства, находя его кампанию слишком антивоенной. Уд терпит поражение от либерального кандидата Ж.-А. Бонье.

## Сближение с либеральной партией
Мэр Рено не выставляется на городские выборы 11 декабря 1938. Со времени предыдущих выборов ни мэр Рено, ни премьер-министр Дюплесси не смогли сдержать свои обещания по отмене монрельского налога с продаж. Кандидатом становится Уд. Другие кандидаты — это бакалейщик Шарльз-Огюст Гаскон, поддерживаемый и финансируемый Дюплесси, и Кандид Рошфор, депутат от Государственного союза, но не в ладах с Дюплесси. Уд имеет свою собственную крепкую организацию, но пользуется и скрытой поддержкой организации либеральной партии, также борющейся с дюплессистскими кандидатами. Во время предвыборной кампании Уд разоблачает компанию Montreal Light, Heath and Power, которую он обвиняет в преобладании в политической жизни на протяжении двадцати лет, и требует выдачи городского займа для мелких предпринимателей. Уд снова избирается мэром, выиграв выборы с большим преимуществом над Гасконом. Председателем исполнительного комитета станет Жозеф-Мари Савиньяк из команды Уда. Однако из-за расходов, понесённых за годы экономического кризиса для помощи безработным и семьям без денег, город оказался теперь в крупных долгах. В июне 1938 три крупных банка отправили городу общее письмо, предупреждающее об отказе в любом новом займе, не обеспеченном ростом налогов или иначе. Городское положение становится драматическим. Между Удом и банками начинается жёсткое столкновение. Последние для нападения на Уда могут рассчитывать на своё влияние на две монреальских ежедневных газеты на английском языке — Газетт и Стар.

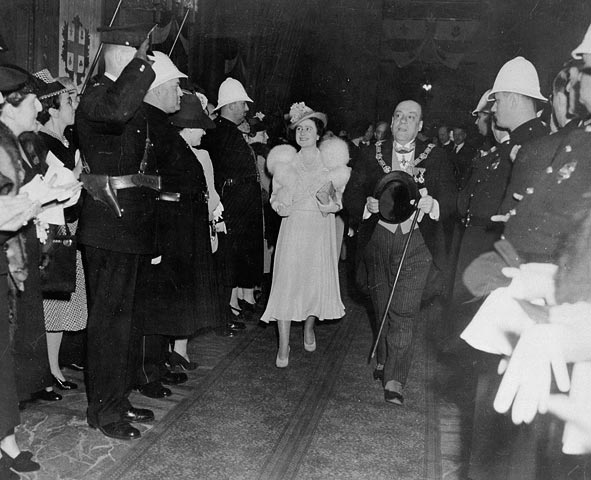
В 1939 мэр Камийен Уд принимает в Монреале короля Георга VI и его супругу, королеву Елизавету.

Зимой 1939 против опасности призыва проходят студенческие манифестации, воодушевлённые Уолтером О’Лири и Дэниелом Джонсоном. В письме в газеты Джонсон объясняет свою точку зрения: «Мы противостоим любому участию Канады в войне за пределами её территории. Мы знаем, чего стоил нам 1914-й, и не согласимся на государственное самоубийство. Сначала и прежде всего — Канада. Мы канадцы». Студенты просят моральной поддержки в их деле у мэра Уда, который её им обеспечивает. Газетт и Мантриал-Стар сильнее, чем когда-либо, обрушиваются на Уда жестокой кампанией.
Вслед за Соединённым королевством 10 сентября 1939 Канада объявляет войну и канадское федеральное правительство заявляет о принятии закона о военных и цензурных мерах.
На провинциальном уровне начинаются всеобщие квебекские выборы 25 октября 1939. Уд выдвигается на них как независимый кандидат из округа Сент-Мари с основными темами «Дюплесси — вон» и «призыву — нет». Федеральная либеральная партия, желающая победить правительство Дюплесси в пользу провинциальной либеральной партии, финансирует кампанию Уда. К тому же, провинциальные и федеральные либералы, участвующие в предвыборной кампании в Квебеке, также участвуют в кампании против призыва. Провинциальная либеральная партия под руководством Аделяра Годбу выигрывает выборы и возвращается к управлению. Уд избирается в своём округе депутатом. В своих выступлениях и голосованиях в качестве независимого депутата в законодательном собрании Уд будет оказывать поддержку либеральной партии Годбу. Настолько хорошо, что газета Газетт на многие месяцы даже прекращает нападки на него.
26 марта 1940 проходят всеобщие федеральные выборы. Как и на квебекских выборах, прошедших несколькими месяцами ранее, представители либеральной партии снова занимают позицию против возможности призыва и торжественно обещают, что его не будет. Это совпадает с точкой зрения Уда, и он участвует в этой кампании лишь для того, чтобы объявить о полной поддержке им федеральной либеральной партии Кинга. Федеральная либеральная партия переизбирается, получив широкую народную поддержку своих антипризывных обязательств.

## Заявление 2 августа 1940
Тем не менее, летом 1940 федеральное либеральное правительство Кинга решает провести обязательную регистрацию всех канадцев, годных к призыву. Эта обязательная регистрация должна состояться 19—21 августа 1940. 2 августа 1940, несмотря на цензуру, Камийен Уд размещает в печати заявление, содержащее, в частности, следующие слова: «(…) Я решительно выступаю против общегосударственной регистрации, которая, вне всякого сомнения, является призывной мерой, а только что в марте избранное правительство устами своих руководителей — от г-на Кинга до г-на Годбу и даже г-д Лапуэнта и Кардена — провозгласило, что призыва не будет ни в какой форме. Парламент, по моему мнению, не имеет полномочий голосовать за призыв. Я не считаю себя обязанным придерживаться вышеупомянутого закона, и не намерен этого делать. Я прошу население не придерживаться его, прекрасно зная, что̀ я сейчас делаю и чему себя подвергаю. Если правительство хочет полномочия на призыв, пусть оно снова выступит перед народом, но в этот раз безо всякого обмана».
Вечером в понедельник 5 августа 1940 при выходе из ратуши Камийен Уд задерживается полицейскими Королевской канадской конной полиции в штатском, ночью увозится и заключается без суда и свидетелей в лагере для интернированных в Петававе в Онтарио, где его попытаются психологически сломать. Будучи заключённым номер 694, он определяется на лесопилку. Ему не разрешают общаться с кем бы то ни было на свободе: ни с семьёй, ни с адвокатом. Никто не осведомлен ни о том, что с ним происходит, ни о месте, где он находится. На городских выборах 9 декабря 1940 в отсутствие Уда должность мэра Монреаля снова занимает Адемар Рено. В конце 1941 Уд переводится в другой тюремный лагерь около Фредериктона в Нью-Брансуике. Туда его жене время от времени будут разрешать приезжать, чтобы его повидать. Лишь спустя 16 месяцев заключения его жене позволяется посетить его на 30 минут. Но унижения на этом не заканчиваются. Тюремщики не разрешают им разговаривать на их языке — на французском, — позволяя разговаривать лишь на английском — на языке, который Камийен Уд выучил лишь на склоне лет и который очень плохо знала его жена.
На протяжении нескольких лет будут слышаться сначала скромно, позже всё отчётливее голоса, требующие его освобождения. Депутаты Лигуори Лакомб (либерал) и Сасвиль Руа поднимают этот вопрос в Парламенте. Летом 1942 адвокат Жан Драпо составляет письменное прошение федеральному правительству по этому поводу. Но, поскольку Уд заключён как инакомыслящий, правительство отвечает, что не освободит его, не будет отказываться от этого решения и что он сам должен представить письменное прошение о своём освобождении. Драпо отвечает: «Вы не спрашивали разрешения заключать его в тюрьму; вам не нужно его прошение, чтобы освободить его. Если у вас есть полномочие заключить его в тюрьму без суда, у вас есть и полномочие освободить его без суда». В феврале 1943 Общество избирателей Сент-Мари представляет прошение федеральным министрам, напоминающее, что правонарушение, вменяемое Уду, предусматривает штраф в 200 $ или заключение, не превышающее трёх месяцев, тогда как Уд заключён без суда на протяжении более чем тридцати месяцев. Федеральный министр юстиции Луи Сен-Лоран заявляет, что заключение — это предварительное, а не карательное действие.

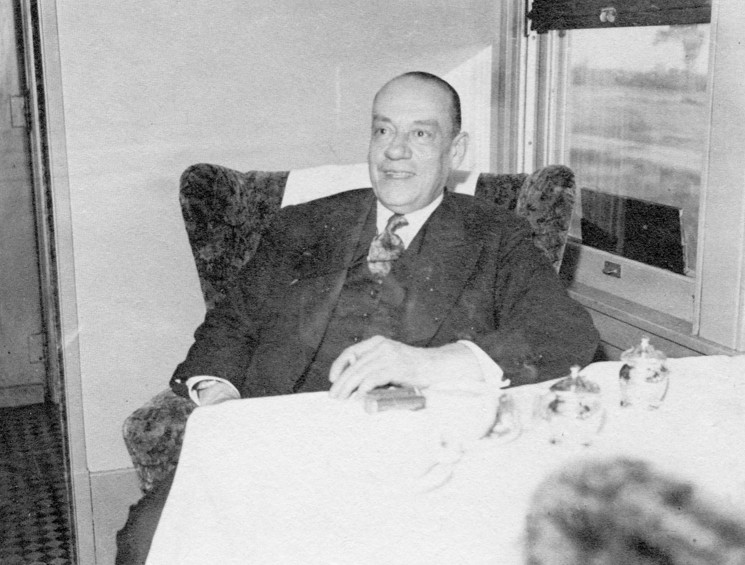
Похудевший Камийен Уд поездом возвращается в Монреаль после своего освобождения из лагеря в августе 1944.

В мае 1943 Уду предлагают подписать документ, составленный исключительно на английском, который, как ему объясняют, обязывает его не только скрывать свои политические мнения, но и своим поведением содействовать целям правительства. Он отказывается его подписать. Он просит либо освобождения, либо разрешения ему подвергнуться судебному процессу, либо, как минимум, предстать перед распорядительной комиссией. Но в конце 1943, всё более обеспокоенный за свою семью, лишенную средств, Уд соглашается подписать то, что ему навязывают. В июле 1944 Поль-Эмиль Маркет от Канадского съезда рабочих приезжает в Оттаву во главе рабочей делегации и встречается с министром Сен-Лораном, который объявляет ему о том, что Уд будет освобождён. Между тем, правительство ещё откладывает его освобождение, пока не пройдут всеобщие квебекские выборы августа 1944. Уд освобождается 14 августа 1944. Его мирное и достойное сопротивление репрессии на протяжении этих лет испытаний приобрело ему общественное уважение. Вечером 16 августа 1944, когда он прибывает на Виндзорский вокзал Монреаля, толпа в несколько десятков тысяч человек, полная чувств, ждёт и встречает его. Тогда-то Камийен Уд и становится легендой.
Уд выражает желание вернуться к обязанностям мэра Монреаля на городских выборах декабря 1944. Получив 57 % голосов, он побеждает Адемара Рено. С этого времени Уд без перерыва сохранит мэрию до своего ухода из политической жизни в 1954. Но в этот раз он ещё не контролирует городское управление. С 1940 на должности председателя исполнительного комитета находится Ж.-Оме Аслен. Во время всеобщих федеральных выборов 11 июня 1945 Уд является независимым кандидатом в федеральном округе Монреаль — Сент-Мари. Уд лично делает большие долги для этой кампании. Он терпит поражение от либерального кандидата Гаспара Фотё. В 1947, когда канадский парламент вводит канадское гражданство, Камийен Уд становится одним из первых канадцев, на имя которого 3 января 1947 выпускается свидетельство о канадском гражданстве.

## Послевоенное десятилетие

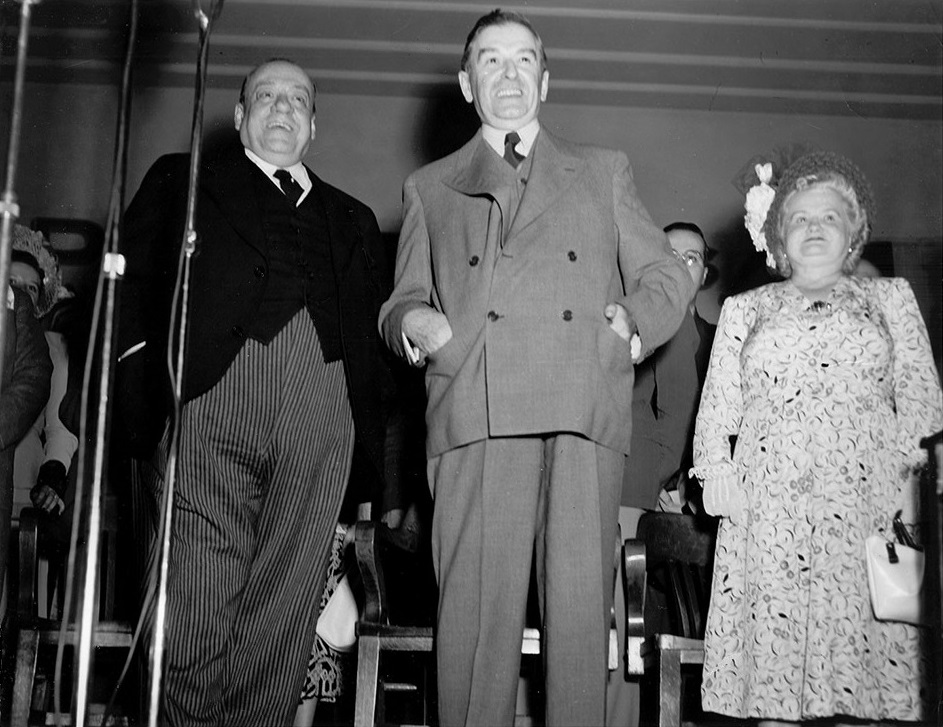
Камийен Уд и премьер-министр Морис Дюплесси закрепляют своё примирение на открытом заседании, проведённом на монреальском рынке Сен-Жак накануне квебекских всеобщих выборов 1948.

Этот период отмечен началом так называемой кампании нравственной кампании в Монреале, особенно под влиянием католических кругов. Городская полиция и её руководитель Альбер Ланглуа являются мишенью для критиков, ссылающихся на слишком большую терпимость к преступности. В июле 1947 городской совет назначает Пасифика (Пакса) Планта помощником директора полиции. Плант затевает кампанию по оздоровлению и берёт под контроль разрешения, относящиеся к полиции: такси, рестораны, бары. В 1947 Уд соглашается помириться с Морисом Дюплесси. Дюплесси впредь будет обеспечивать его средствами для финансирования его предвыборных кампаний. На выборах 9 декабря 1947 Уд единодушно переизбирается мэром Монреаля, чего не случалось до этого более чем 50 лет. В марте 1948 директор полиции Ланглуа снимает с должности Пакса Планта, что подтверждается исполнительным комитетом города, по-прежнему руководимым Ж.-Оме Асленом. Лидером городского совета по-прежнему является Пьер Демаре, поддерживающий нравственную кампанию и противостоящий Аслену. Он образовывает Союз бдительности, призывающий к нравственной чистке, секретарём которого становится Ж.-З. Леон Патнод. В ходе всеобщих квебекских выборов 1948 Уд публично поддерживает Государственный союз.
На всеобщих федеральных выборах 29 июня 1949 Камийен Уд избирается независимым депутатом Палаты общин Канады в округе Папино. Однако он редко посещает оттавский Парламент, так как сосредотачивается скорее на обязанностях мэра Монреаля.
В 1949 и 1950 Пакс Плант и Жерар Пеллетье издают в газете Девуар длинную череду статей, освещающих подноготную проституции в Монреале, разоблачающих «воровской мир» и обвиняющих полицию и председателя исполнительного совета Ж.-Оме Аслена. В марте 1950 Ж.-З. Леон Патнод и Жан Драпо дают новый импульс Комитету общественной нравственности с целью проведения судебного обследования нравственности в Монреале. Камийен Уд не задевается организаторами нравственной кампании. В марте 1950 город Монреаль законодательно одобряет экспроприацию трамвайной компании и создание городской транспортной комиссии. 30 мая 1950 Комитет общественной нравственности добивается от главного судьи Высшего суда проведения обследования нравственности под руководством судьи Франсуа Карона. Обследование начинается 12 сентября 1950, но судебные заседания начинаются лишь 5 июня 1952. На городских выборах 11 сентября 1950 Камийен Уд преобладающим большинством переизбирается мэром Монреаля, побеждая Сарто Фурнье, либерального депутата от Мезонева. В начале 1950-х жена Камийена Уда тяжело заболевает и почти становится инвалидом, что сильно огорчает Уда.
В 1953 судебное обследование нравственности в Монреале завершается после опроса многих сотен свидетелей. Союз гражданского действия представляет команду на городские выборы, которые должны состояться 25 октября 1954, с Пьером Демаре, претендующим на председательство в исполнительном совете, и Жаном Драпо, выставляющимся в мэрию. Драпо не считает, что у него есть шансы победить, если он выставится против такого исполина, как Камийен Уд. У Уда появляются некоторые проблемы со здоровьем, и его врач советует ему уйти из общественной жизни. 18 сентября 1954 Камийен Уд объявляет, что он уходит из политической жизни и не выставляется на выборы. 8 октября 1954, после целого года обсуждения судья Карон представляет свои выводы в обследовании нравственности. Он заключает, что увольнение Пакса Планта было необоснованно, что полиция страдала от «продажного порока» и что он советует уволить директора полиции Альбера Ланглуа. Камийен Уд остаётся незадетым. На выборах мэром избран Жан Драпо, победивший двух своих соперников: Адемара Рено и Сарто Фурнье. В феврале 1957 Камийен Уд продаёт с торгов свои личные вещи, чтобы оплатить старые долги.
Камийен Уд умирает 11 сентября 1958 в возрасте 69 лет. Его останки размещаются в тёплой часовне в монреальской ратуше. Гражданские похороны проходят в базилике Нотр-Дам. Он похоронен на монреальском кладбище Нотр-Дам-де-Неж. В его честь названа улица в Монреале. Его жена пережила его и скончалась в марте 1969 в возрасте 84 лет.
В Монреале в его честь впоследствии будет назван бульвар.
Камийен Уд был мэром Монреаля в периоды: 1928—1932, 1934—1936, 1938—1940 и 1944—1954. Всего он занимал должность около 18 лет. Монреальский романист Хью Маклеллен написал: «Новость об уходе Камийена Уда привела монреальцев в такое содрогание, которое ощущаешь, когда целая эпоха подходит к концу. Мэры сменяются, и большинство из них забывается, но Камийен тут так долго, что можно с трудом вспомнить о времени, когда его не было. (…) Уд — это символ».